# Pat Buchanan
Patrick Joseph Buchanan (Washington, D.C., 2 de novembro de 1938) é um político, colunista e comentarista paleoconservador americano que serviu como Diretor de Comunicações da Casa Branca durante a maioria do segundo mandato de Ronald Reagan. Ele também foi um Conselheiro Sénior durante os mandatos de Richard Nixon e Gerald Ford.
Buchanan foi co-fundador da revista The American Conservative e era o apresentador do programa Crossfire da CNN. Suas posições são descritas como paleoconservadoras e parecidas com as visões da "velha direita americana". Buchanan é um oponente de intervenções militares americanas em outros países e também é oponente de blocos econômicos como o NAFTA. Ele também é proponente de uma política imigratória mais rígida e é grande crítico do neoconservadorismo.
Em 1992, Buchanan concorreu pela primeira vez para presidente, entrando nas primárias do Partido Republicano contra o presidente George H. W. Bush. Ele prometeu redução de imigração e oposição ao multiculturalismo, aborto e casamento gay. Naquele ano ele perdeu as primárias, mas conseguiu quase 3 milhões de votos, ou 23% de todos os votos. Ele voltou a concorrer em 1996, quando mais uma vez concorreu como candidato republicano com uma plataforma similar à de sua última tentativa, dessa vez também se opondo à expansão do NAFTA. Após perder as primárias para Bob Dole, ele ameaçou concorrer como candiadato do Partido da Constituição se Dole não escolhesse um vice antiaborto, mas após a escolha de Jack Kemp como vice, Buchanan desistiu de concorrer contra Dole. Sua última tentativa para ser presidente foi em 2000, quando concorreu como Reformista. Apesar de não ter conseguido o apoio do fundador do partido, Ross Perot, ele conseguiu apoio do vice de Perot em 1996, Pat Choate. Buchanan recebeu quase 500 mil votos, ou 0.4% de todos os votos, e terminou em quarto lugar, atrás do candidato do Partido Verde, Ralph Nader, do Democrata Al Gore e do Republicano George W. Bush.

## Livros
- Churchill, Hitler, and "The Unnecessary War": How Britain Lost Its Empire and the West Lost the World (2008) ISBN 0-307-40515-X
- Day of Reckoning: How Hubris, Ideology, and Greed Are Tearing America Apart (2007) ISBN 0-312-37696-0
- State of Emergency: The Third World Invasion and Conquest of America (2006) ISBN 0-312-36003-7
- Where the Right Went Wrong: How Neoconservatives Subverted the Reagan Revolution and Hijacked the Bush Presidency (2004) ISBN 0-312-34115-6
- The Death of the West: How Dying Populations and Immigrant Invasions Imperil Our Country and Civilization (2002) ISBN 0-312-28548-5
- A Republic, Not an Empire: Reclaiming America's Destiny (1999) ISBN 0-89526-272-X
- The Great Betrayal: How American Sovereignty and Social Justice Are Being Sacrificed to the Gods of the Global Economy (1998) ISBN 0-316-11518-5
- Right from the Beginning (1988) ISBN 0-316-11408-1
- Conservative Votes, Liberal Victories: Why the Right Has Failed (1975) ISBN 0-8129-0582-2
- The New Majority: President Nixon at Mid-Passage (1973)